# Cetripóride
Cetripóride (Griego antiguo: Κετρίπορις; siglo IV a. C. – siglo IV a. C.) fue rey de Tracia desde el 357 al 352 a. C.

## Biografía
Fue hijo de Berísades, con quien pudo haber gobernado conjuntamente. Él y su padre se aliaron con Atenas, junto con Peonios e Ilirios contra Filipo II de Macedonia en el 358 a. C. Sin embargo, Filipo invadió y ocupó su reino en el 356 a. C.. Como rey, Cetripóride controló sólo parte del reino, mientras que el resto estaba en posesión de sus familiares y rivales Amádocos II y Cersobleptes. La parte del reino que controló (desde el Río Mesta al Río Estrimón) incluía zonas costeras, la región entre el lago Prasias, el hinterland de Anfípolis y las minas de plata de Acladocori.
Tras la muerte de su padre, Cetripóride entró en conflicto con su tío Cersobleptes, al quien declaró la guerra. En ese momento, formaba parte de la coalición contra Filipo, quien derrotó a dicha coalición en el año 353 a. C.. Cetripóride parece que fue subyugado por Filipo al principio del 347 a. C., cuando las minas de plata pasaron a estar controladas por el líder macedonio. Al final de ese año, Cersobleptes y Amadoco II les ocurrió lo mismo; al apelar a Filipo para que haga de mediador entre ambos, fueron obligados a reconocer a Filipo como líder cuando el "mediador" apareció con su ejército.
Acuñó monedas de bronce con la forma de Dionisio por un lado y un escarabajo por el otro con la inscripción KETRIPORIOS (ΚΕΤΡΙΠΟΡΙΟΣ).